# 朝倉伸二
朝倉 伸二（あさくら しんじ、1963年9月3日 - ）は、日本の俳優。富山県黒部市出身。身長180cm、体重67kg。劇団七曜日出身。オフィスPSC所属。

## 出演

### テレビドラマ

#### NHK
- 連続テレビ小説
  - あぐり（1997年） - 小川金治 役
  - オードリー（2000年） - 岩本亮佑 役
  - こころ（2003年） - 桜井医師 役
  - 天花（2004年） - 冬木正照 役
  - ひよっこ（2017年） - 角谷征雄 役
- 大河ドラマ
  - 元禄繚乱（1999年） - 近衛家熙 役
  - 功名が辻（2006年） - 小袖屋 役
  - おんな城主 直虎（2017年） - 尾藤主膳 役
  - 西郷どん（2018年） - 堀田正睦 役
  - 光る君へ（2024年） - 大蔵種材 役
- 神谷玄次郎捕物控（2014年） - 印南数馬 役
- 風の市兵衛（2018年） - 平沢角之進 役

#### 日本テレビ
- お玉・幸造夫婦です（1994年、YTV）
- ドクターカー（2016年） - 一之瀬正夫 役
- 火曜サスペンス劇場
  - 「救命救急センター1」（2000年） - 都築浩二 役
  - 「検事・霞夕子19」（2002年） - 橋本 役
  - 「どうぞ安らかに3」（2003年） - 野村弁護士 役
  - 「刑事・鬼貫八郎17」（2004年） - 佐藤技官 役

#### TBS
- ドラマ30
  - 家族曲線（1998年、CBC）
  - 君のままで（2001年、MBS）
  - みこん六姉妹（2006年、CBC） - 唐沢支配人 役
- なにさまっ!（1998年）- 山岡俊哉 役
- こちら第三社会部（2001年） - 飯塚隆夫 役
- こちら本池上署 第5シリーズ（2005年） - 山野陸生 役
- 大好き!五つ子
  - 第9シリーズ（2007年） - 塚本先生 役
  - 第11シリーズ（2009年） - 延岡副校長 役
- 水戸黄門
  - 第42部（2010年） - 大垣屋 役
- 99.9-刑事専門弁護士- SEASON2（2018年） - 裁判長 役
- 月曜ミステリー劇場
  - 「棟居刑事シリーズ1」（2001年） - 館野刑事 役
  - 「探偵 左文字進4」（2001年） - 中野 役
  - 「税務調査官・窓際太郎の事件簿12」（2005年） - 松永敏之 役
  - 「パートタイム裁判官1」（2005年） - 山岡刑事 役
- 月曜ゴールデン
  - 「浅見光彦シリーズ」
    - 第22作（2006年） - 草間完治 役
    - 第33作（2013年） - 浅岡シゲル 役

  - 「十津川警部シリーズ」
    - 第39作（2008年） - 北浦秀夫 役
    - 第48作（2012年） - 堀越雄二 役

  - 「伝説の監察医 オニグマの事件簿1」（2012年） - 鈴村和俊 役

#### フジテレビ
- 文學ト云フ事（1994年） - ヒラメ 役
- HERO（2001年） - 淵野辺卓 役
- 危険な関係（2005年） - 佐倉保 役
- 硫黄島〜戦場の郵便配達〜（2006年）
- 鬼平犯科帳スペシャル 雨引の文五郎（2009年） - 柿六 役
- 元泥棒・助川六郎のご町内防犯パトロール（2011年） - 山下智哉 役
- スクール!!（2011年）
- 鴨、京都へ行く。-老舗旅館の女将日記-（2013年） - 保田啓次 役
- 極悪がんぼ（2014年） - 吹鳥部長 役
- ON　異常犯罪捜査官・藤堂比奈子（2016年） - 宇田川早苗の父 役
- SUITS/スーツ (日本のテレビドラマ) Season2（2020年） - 江川保志 役
- スタンドUPスタート（2023年） - 古谷 役
- 世にも奇妙な物語
  - 「サイゴノヒトトキ」（2003年） - 根本聡 役
- 金曜エンタテイメント
  - 「十津川警部夫人の旅情殺人推理3」（2005年） - 木村刑事 役
- 金曜プレステージ
  - 「奥様は警視総監4」（2009年） - 小山田一樹 役
  - 「津軽海峡ミステリー航路8」（2009年） - 松本工場長 役
  - 「浅見光彦シリーズ36」（2010年） - 田原刑事 役

#### テレビ朝日
- はみだし刑事情熱系
  - 第2シリーズ（1997年）
  - 第3シリーズ（1998年）
- はぐれ刑事純情派 第14シリーズ（2001年） - 玉木義男 役
- 八丁堀の七人 第7シリーズ（2006年） - もぐらの清六 役
- 女刑事みずき〜京都洛西署物語〜 第1シリーズ（2007年）
- 警視庁捜査一課9係
  - （2006年） - 橋本幸雄 役
  - （2012年） - 前川俊夫 役
  - （2017年） - 宇野浩一 役
- 警視庁失踪人捜査課（2010年） - 井村正樹 役
- 王様の家（2011年） - 岸和田プロデューサー 役
- 相棒 Season12（2013年） - 浦川正一郎 役
- TEAM -警視庁特別犯罪捜査本部-（2014年） - 北村貞郎 役
- 民王（2015年） - 江見芳信 役
- 科捜研の女 第15シリーズ（2015年） - 宇田川博 役
- 刑事7人
  - SEASON2 第6話（2016年） - 木村和久 役
  - SEASON9 第4話（2023年） - 末永晃 役
- DOCTORS〜最強の名医〜 新春SP（2018年） - 小野寺圭吾 役
- 警視庁文書捜査官（2018年） - 坂下賢治 役
- 名探偵・明智小五郎（2019年） - 寺崎真照 役
- やすらぎの刻〜道（2019年） - 是枝院長 役
- 特捜9 第4シリーズ（2021年） - 高宮良介 役
- 漂着者（2021年） - 稲葉一成 役
- 土曜ワイド劇場
  - 「江戸ッ子探偵殺人案内1」（1997年）
  - 「変装婦警の事件簿1」（2000年）
  - 「新聞記者 鶴巻吾郎の事件簿」
    - 第1弾（2006年） - 青木康男 役
    - 第4弾（2010年） - 河野照男 役

  - 「天才刑事・野呂盆六1」（2007年、ABC） - 山波刑事 役
  - 「おかしな刑事5」（2009年） - 矢沢靖 役
  - 「内田康夫サスペンス・福原警部2」（2010年） - 羽山米義 役
  - 「逆転報道の女」（2012年 - 2020年、ABC） - 梅崎忠司 役
  - 「監察官・羽生宗一2」（2014年） - 三村正也 役

#### テレビ東京
- 女と愛とミステリー
  - 「女の中の二つの顔」（2004年） - 柴田祐作 役
- 水曜ミステリー9
  - 「二つの嘘 同窓会殺人事件」（2005年） - 草田刑事 役
  - 「篝警部補の事件簿3」（2005年12月14日） - 宮本医師 役
  - 「警察署長・たそがれ正治郎3」（2006年） - 広瀬健介 役
  - 「猪熊夫婦の駐在日誌3」（2006年） - 東刑事 役
  - 「さすらい署長 風間昭平4」（2006年） - 篠塚刑事 役
  - 「信濃のコロンボ事件ファイル12」（2006年） - 大島真治 役
  - 「夏樹静子サスペンス・湖に佇つ人『鬼の棲む老舗旅館』」（2009年） - 加賀山譲吉 役[2]
  - 「マトリの女 厚生労働省 麻薬取締官」（2014年） - 小林慎治 役
- 月曜プレミア8
  - 「ラストライン」（2020年） - 松宮和生 役
- 警視庁強行犯係・樋口顕 Season2（2022年） - 三上昭彦 役

#### WOWOW
- 准教授・高槻彰良の推察 Season2 第4話-第6話（2021年） - 杉原邦明 役

### 映画
- 座頭市（2003年） - 鳴門屋番頭・平八 役
- TELL ME 〜hideと見た景色〜（2022年）- hideの父 役

### CM
- ゼリア新薬工業 「ヘパリーゼ」

### ラジオドラマ
- 青春アドベンチャー（NHK-FM）
  - 「火喰鳥 羽州ぼろ鳶組」（2018年7月23日 - 8月3日）[3] - 荒神山寅次郎 役
- FMシアター（NHK-FM）
  - うつ病九段（2019年7月13日） - 先崎の兄  役[4]

### 舞台
- 朝倉伸二プロデュース「じゃんけんぽん」（2002年10月、下北沢OFFOFFシアター）
- 朝倉伸二プロデュース「しんぱいのたね」（2006年4月、下北沢OFFOFFシアター）
- 舞台「隠蔽捜査＆果断・隠蔽捜査2」（2011年10月 - 11月、シアター1010/新神戸オリエンタル劇場/京都南座/名鉄ホール） - 牛島陽介 役、斉藤治 役
- アトリエ・ダンカンプロデュース「ラ・パティスリー」（2012年3月、池袋サンシャイン劇場）
- 方南ぐみ企画公演「あたっくNO.1」（2023年9月 - 10月、俳優座劇場） - 渡久保権太 役[5]
- オフィスコットーネプロデュース「兵卒タナカ」（2024年2月、吉祥寺シアター）[6]
- プテラノドン vol.3「青春にはまだはやい」（2024年11月 - 12月、「劇」小劇場）[7]